# Kertész Endre (színművész)
Kertész Endre (eredeti neve: Krausz Endre) (Balassagyarmat, 1889. március 2. – Budapest, 1925. január 28.) magyar színész.

## Életpályája
Szülei Krausz Salamon és Weisz Vilma voltak. Általános iskoláját Balassagyarmaton végezte el, majd Budapesten érettségizett. 1910-ben diplomázott az Országos Magyar Királyi Színművészeti Akadémia hallgatójaként. 1911-ben Kolozsvárott kezdte meg színészi karrierjét. 1917–1919 között Szegeden volt színész. 1919-ben az Andrássy úti Színházhoz szerződött. 1921-től haláláig a Pesti Magyar Színház tagja volt. 1923-ban a Pesti Kabaréban is látható volt. Sírkövét Incze Sándor szerkesztő emelte, 1925. november 1-jén. (Rákoskeresztúri temető.)

## Fontosabb színházi szerepei
- Myska bán (Katona József: Bánk bán)
- Igazgató (Békeffi István: Tordai hasadék)
- A bolond (Szomory Dezső: II. Lajos király)
- Biró (A vörös ember)
- Szekeres (A masamód)
- Genz (Sasfiók)
- Bins (Gretchen)

## Filmjei
- Sárga csikó (1913)
- A tolonc (1914)
- Leányfurfang (1915)
- Liliomfi (1915)
- Az egymillió fontos bankó (1916)
- A peleskei nótárius (1916)
- A kétszívű férfi (1916)
- A megbélyegzett (1917)
- A névtelen asszony (1917)
- Újraélők (1920)